# The Detroit Cobras
I The Detroit Cobras sono una cover band statunitense di garage rock di Detroit, Michigan, fondata nel 1994.

## La storia
Nel 1998 i The Detroit Cobras firmano per la casa discografica Sympathy for the Record Industry e pubblicano il loro primo album Mink Rat or Rabbit. Dopo un periodo di tre anni dedicato ad attività dal vivo pubblicano il secondo album, Life, Love and Leaving. Il genere retro-garage rock gli fa acquisire una buona popolarità nel Regno Unito e firmano un contratto con la londinese Rough Trade Records.
Nel 2003 pubblicano quindi un EP, Seven Easy Pieces e quindi nel 2005 il terzo album completo Baby.
Questo album interrompe la tradizione delle reinterpretazioni dei Cobra e include il brano originale "Hot Dog (Watch Me Eat)". Baby è stato pubblicato anche negli Stati Uniti dalla Bloodshot con l'aggiunta dei brani tratti dall'EP Seven Easy Pieces. Nell'Aprile 2007 la Bloodshot ha pubblicato il quarto album della band, Tied & True.
I The Detroit Cobras sono noti per i numerosi cambiamenti della formazione. Di solito si presentano in tour con una formazione diversa da quella con la quale hanno effettuato le registrazioni degli album.
Greg Cartwright (già noto come Greg Oblivian degli Oblivians) è stata una forza creativa costante del gruppo insieme a Nagy e Ramirez, che sono stati nel gruppo sin dalle sue origini. Il giorno 16 Gennaio 2022 viene a mancare la cantante Rachel Nagy.

## Formazione

### Formazione attuale
- Rachel Nagy - voce, piano Deceduta il 16.01.2022
- Mary Ramirez -  chitarra
- Joey Mazzola -  chitarra
- Kenny Tudrick - batteria
- Gina Rodriguez - basso

### Ex componenti
- Dante Aliano (Dante Adrian White) - chitarra
- Greg Cartwright -  chitarra
- Chris Fachini -  batteria
- Eddie Harsch - basso
- Vic Hill - batteria
- Damian Lang - batteria
- Jeff Meier - basso
- Ko Melina - basso
- Steve Nawara - chitarra
- Matt O'Brien - basso
- Steve Shaw -  chitarra
- Rob Smith - basso
- John Szymanski - basso
- Kenny Tudrick - batteria
- Carol Schumacher - basso
- Dave Vaughn - batteria
- Jake Culkowski - basso

## Discografia

### Album
- Mink Rat or Rabbit (1998, Sympathy for the Record Industry)
- Life, Love and Leaving (2001, Sympathy for the Record Industry)
- Baby (2005, Bloodshot)
- Tied & True (2007, Bloodshot)

### Compilation
- The Original Recordings (Singoli e inediti 1995-1997) (2008, Munster Records)

### Singoli ed EP
- "Village of Love" 7" (1996, Human Fly)
- "Over to My House" 7" (1996, Black Mamba)
- "Ain't It a Shame" 7" (1996, Scooch Pooch)
- Seven Easy Pieces EP (2003, Rough Trade)
- "Cha Cha Twist CD, 7" (2004, Rough Trade)
- "Ya Ya Ya 7" (2008, Stag-O-Lee)

### Altre collaborazioni
- "Heartbeat" su Rave On Buddy Holly (2011, Hear Music, Fantasy/Concord Music Group)